# Henny Youngman
Henny Youngman, né le 16 mars 1906 à Londres et mort le 24 février 1998 à New York, est un violoniste et humoriste américain d'origine britannique, célèbre pour ses bons mots.
Au cinéma, il est apparu dans une quinzaine de films, parfois dans son propre rôle comme dans Cheeseburger film sandwich (1987) et Les Affranchis (1990).

## Filmographie
Sauf indication contraire, les informations mentionnées dans cette section peuvent être confirmées par la base de données cinématographiques IMDb,  présente dans la section « Liens externes ».
- 1956 : L'Extravagante Héritière : le premier chauffeur
- 1972 : The Gore Gore Girls : Marzdone Mobilie
- 1976 : La Dernière Folie de Mel Brooks : Fly-in-soup Man
- 1976 : Won Ton Ton, le chien qui sauva Hollywood : Manny Farber
- 1981 : La Folle Histoire du monde : le chimiste
- 1987 : Cheeseburger film sandwich : lui-même
- 1990 : Les Affranchis : lui-même